# Cardeto
Cardeto (Carditu in dialetto reggino, Cardìto in greco di Calabria) è un comune italiano di 1 269 abitanti della città metropolitana di Reggio Calabria in Calabria.

## Geografia fisica
L'abitato è situato sulla sponda destra del torrente Sant'Agata e presenta una caratteristica struttura a gradinata.

## Storia
Le origini dell'antico centro pre-aspromontano, che deve il suo nome alla pianta del cardo (lat. carditum "luogo di cardi") o, come sostengono altri, al cardo romano, probabilmente vanno ricercate tra i secoli X e XI. In quel periodo, infatti, sotto l'imperatore bizantino Basilio II, la sede vescovile di Reggio fu elevata a "metropoli dei possessi bizantini dell'Italia meridionale" il che le permise di diventare il nucleo principale della chiesa grecanica meridionale, meta di un continuo afflusso di monaci basiliani, di cui si trova traccia nell'antico monastero femminile di Sant'Andrea di Mallamaci (poi divenuto Santa Maria di Mallamaci) in località Mallemace, o nell'abbazia di San Nicola di Foculica in località Badia.
Un’altra ipotesi afferma che il paese ospitò i primi abitanti quando i bizantini, intorno all'anno 1000, per fronteggiare al meglio la minaccia araba, fecero erigere varie fortificazioni nell'entroterra delle città, edificando delle kastre, dette anche motte, tra le quali la vicina Motta Sant'Agata, di cui Cardeto fu casale fino al 1783 (da qui l'odierna divisione del paese in "Sopra Casale" e "Sotto Casale"). Probabilmente furono gli stessi agatini, che, in cerca di un luogo più sicuro per sottrarsi alle continue incursioni, spingendosi verso l'interno, fondarono Cardeto.
A conferma di questa tesi in località Serra sono presenti i ruderi di un'antica fortificazione, chiamata "torre saracena" dagli indigeni, che sarebbe servita agli "Agatini" come torre d'avvistamento, vista anche la posizione strategica dalla quale si gode di un'ottima vista sullo stretto, per prevenire i continui assalti saraceni. 

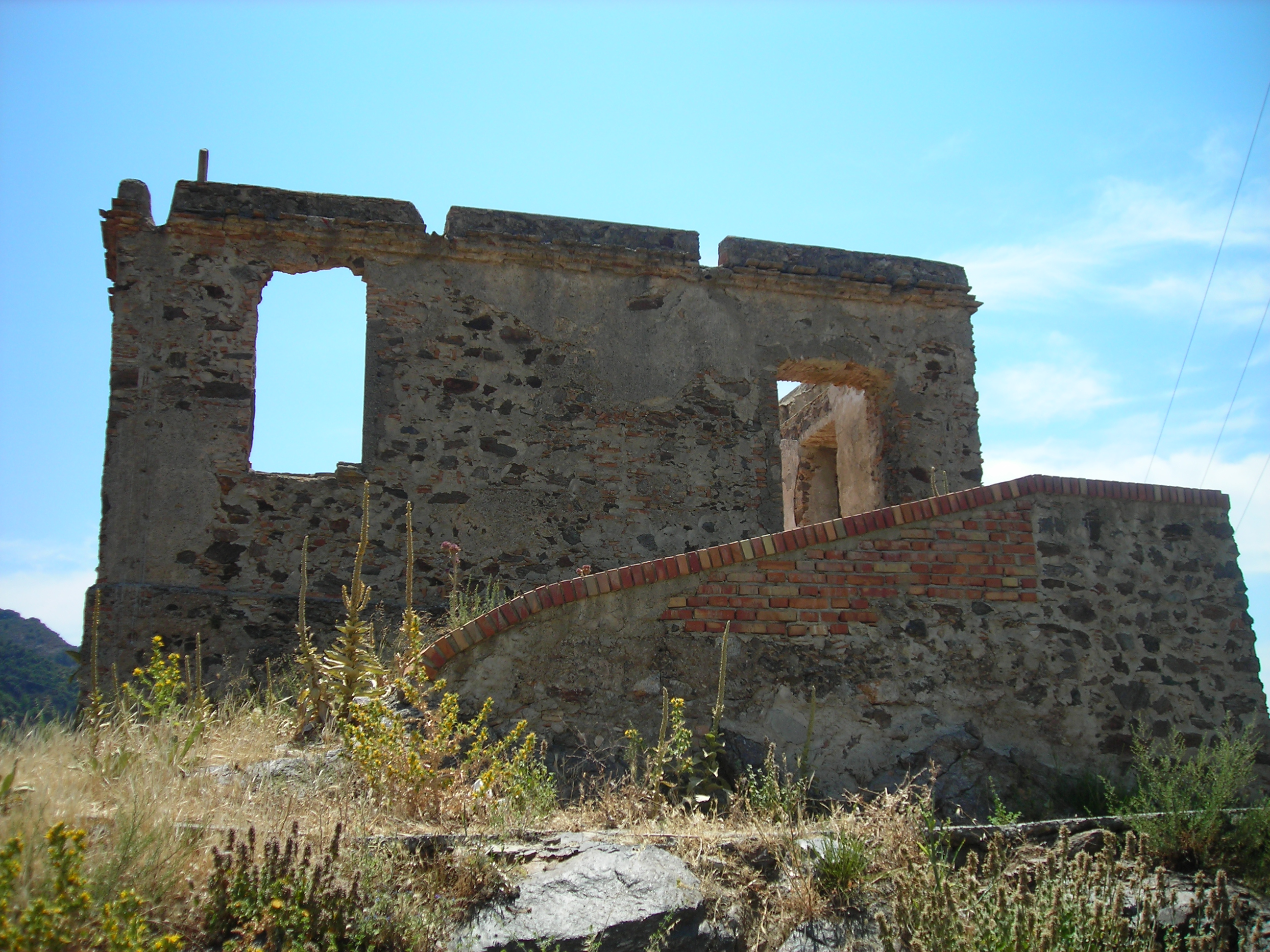
Torre in località Serra (Cardeto-RC).

Le prime notizie attendibili risalgono al 1595 quando, l'arcivescovo di Reggio Calabria, mons. Annibale D'Afflitto, effettuò la prima visita pastorale di tutta l'arcidiocesi. Arrivando nel rus Cardeti, che contava circa "300 anime", visitò insieme al parroco del posto, il "greco" Giuseppe Bova, la chiesa dei Santi Cosma e Damiano (di cui non vi è più traccia), la chiesa di San Pietro, quella di San Sebastiano e l'Abbazia di San Nicola "de Foculica" (nell'attuale contrada Badia) retta dall'abate Lelio Furnari de' Monsolino, tesoriere della Chiesa metropolitana di Reggio Calabria. Quest'ultima, nel 1644 divenne tra l'altro, commenda del Sovrano Ordine di Malta appartenente al priorato di Capua e venne conosciuta come commenda di San Nicola da Reggio o Monsolina.
Nel censimento del 1447 insieme alla città di Sant'Agata risulta avere 365 fuochi che diventano 649 nel 1532, 854 nel 1545, 1108 nel 1561, 971 nel 1591.
Nei primi censimenti da "casale autonomo", invece, risulta avere 164 fuochi nel 1669 e 187 nel 1732. Il comune divenne completamente autonomo nel 1806 grazie alla ristrutturazione amministrativa operata da Giuseppe Bonaparte.
Il terremoto del 1783 e quello del 1908, insieme all'alluvione del 1951 provocano ingenti danni alla comunità danneggiando gravemente le due chiese presenti nel posto, una delle quali, quella del Santo patrono San Sebastiano, sarà riaperta definitivamente solo nel 2000.
Cardeto risulta essere, inoltre, sede di numerosi ed antichi luoghi di culto. Oltre alla già citata Abbazia di San Nicola di Foculica, di cui già si hanno notizie nel 1310, l'attuale chiesa di Mallamaci consacrata a Maria Assunta sorge ai primi del Seicento su quello che era, fin dal XIV secolo, uno dei sei monasteri femminili di Reggio Calabria, appartenente all'ordine di San Basilio e consacrato a Sant'Andrea. All'interno dell'attuale chiesa si trova una statua in marmo della Madonna Assunta: l'opera venne realizzata nel 1720 in una bottega siciliana ed è caratterizzata da finissime decorazioni in oro, posta sul suggestivo altare ad intarsi in marmo risalente al secolo XVIII. Vi è anche una lastra tombale con stemma gentilizio del 1771 sulla tomba del sacerdote Antonino Rossi, che un'altra iscrizione indica come “rector in anno 1758″. All'interno il santuario presenta una singola navata senza abside con presbiterio leggermente sopraelevato.
Risulta, inoltre, da alcuni documenti, anche la presenza in epoca remota di un'abbazia (mai rinvenuta) dedicata a san Filareto.

### Simboli
Lo stemma è stato concesso con D.P.R. in data 19 ottobre 1965.
Il gonfalone è un drappo di azzurro.

## Società

### Evoluzione demografica
Abitanti censiti

### Lingue e dialetti
L'idioma parlato nel piccolo centro preaspromontano appartiene alla famiglia della lingua calabro-sicula o lingua siciliana. È la lingua più usata in ogni tipo di circostanza informale. Un idioma ricco di influenze linguistiche, dovute alle colonizzazioni, alle dominazioni e alle incursioni di differenti popoli. Principalmente comunque il dialetto è composto dalle lingue classiche: il greco e il latino. Altrettanto importanti, comunque, sono le influenze arabe, francesi e spagnole.

#### Le influenze greche
È attestato l'utilizzo dell'idioma greco e della pratica del rito grecanico fino al Settecento. 
Il Barrio nel 1571 scriveva così: «Agatha graecum oppidum [...] Sunt in hoc agro pagi Cardetum et Misoripha. Incolae in
communi sermone latina et graeca lingua utuntur, rem vero divinam graeca lingua graecoque ritu faciunt», e poi ancora il Marafioti nel 1601: «Dalla Motta partendoci n'incontra il fiume S. Agata, e sovra il fiume in un luogo alto circondato di sassosi precipitij, sta fabricato il castello chiamato S. Agata, nelle cui campagne sono due casali, cioè Cardito e Misorifa [...] In questo castello [...] gli uomini e donne sono molto accorti et animosi e parlano la lingua greca e nella stessa lingua si celebra la loro santa Messa, si ministrano i Sacramenti e si recitano i divini Uffizij». 
Lo studioso Rodotà scriveva a metà del Settecento: «In Cardeto e in Montebello la lingua greca prevale di presente all'italiana. In S. Agata, in Armo, in Mosorrova, in San Lorenzo, nella Motta di S. Giovanni, in Melito e Bagaladi si usa dal volgo l'una e l'altra favella». Nel 1820, K.Witte, visitando l'Aspromonte grecanico scriveva: "In Cardeto parlasi un certo greco corrotto ed è il primo paese da questa parte della Provincia dove si parli il greco e l'italiano, ma il primo idioma in questo paese si parla da pochi".
Alla data della prima rilevazione generale delle minoranze straniere, eseguita in sede di censimento subito dopo l'unità (1881), la totalità degli abitanti di questo villaggio veniva indicata come greca (doveva trattarsi peraltro di una generalizzazione fortemente anacronistica, se solo quarant'anni più tardi la sommersione della grecità vi sarebbe risultata completa e definitiva). 
A conferma di questa tesi, il linguista G. Morosi, nel 1873, constatava che: «Una quinta colonia era Cardeto (Bova; Condofuri, con Amendolea e Gallicianò, suoi casali; Roccaforte, con Chorlo di Roccaforte; Rochudi o Rofudi, con Chorìo di Rochudi le altre quattro), nel territorio di Gallina, in fondo alla valle solcata dalla fiumara S. Agata; ma l'avito linguaggio, ancor vivo e vegeto a Bova e nelle terre circonvicine, è pressoché spento a Cardeto, dove soli due o tre vegliardi, e incompiutamente, lo serbano ancora».
Al dialetto romaico cardetano, il Morosi, conferiva un'importanza ed una conservazione linguistica e fonetica superiore rispetto allo stesso idioma parlato nella Bovesia.
Anche se oramai il greco di Calabria è scomparso da queste terre, molte sono le parole ed i toponimi che risentono dell'influenza grecanica.

### Tradizioni e folclore

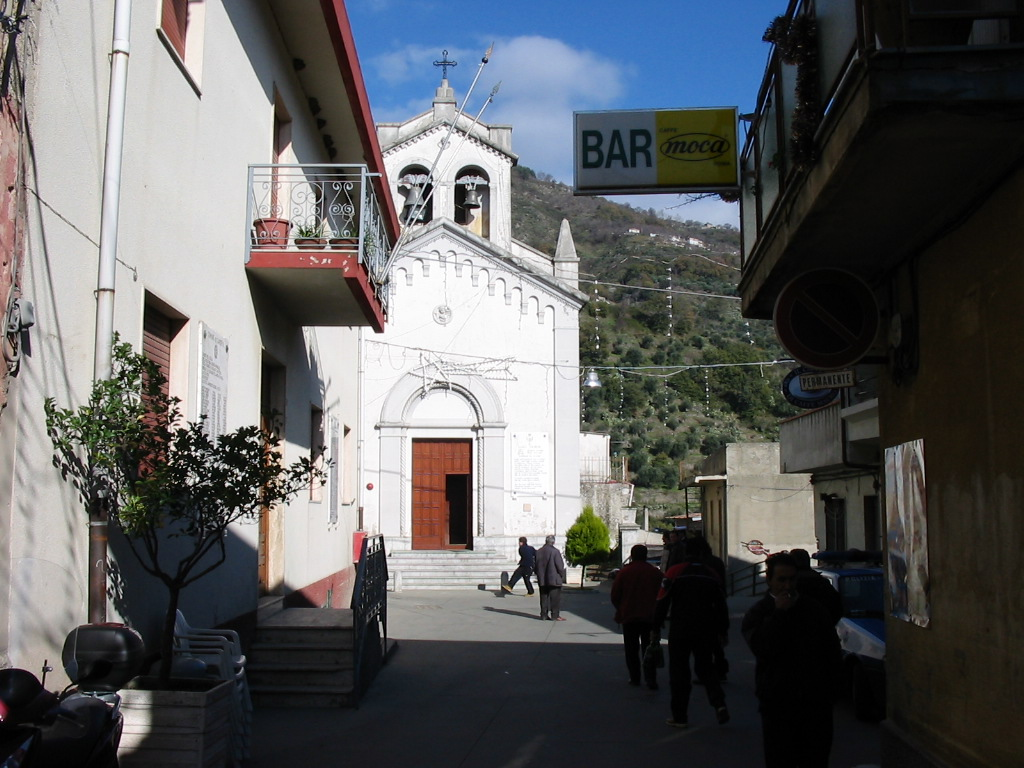
Una immagine di Cardeto

Il gruppo "Asprumunti" di Cardeto, è un gruppo folkloristico che si occupa di mantenere viva la tradizione musicale del territorio.

## Geografia antropica

### Frazioni
Le frazioni di Cardeto sono: Pantano, Mannarella, Sant'Elia, Mallamaci, Cartalimi, Iriti, Piraino, Colachecco, Loddini, Castanea, Chiumputo, Ambele, Maronino, Dromo, Lamberta, Giurricando, Garcèa, Calvario, Scranò, Scala.

## Economia
L'economia del comune si basa prevalentemente sull'agricoltura e sull'allevamento.

## Infrastrutture e trasporti
Cardeto è servita da due linee di autobus gestite da ATAM (Azienda Trasporti per l'Area Metropolitana di Reggio Calabria): la linea 320 (Cardeto Nord/Sud - Stazione Centrale) e la linea 126/ (Cardeto centro - Stazione Centrale).

## Amministrazione
| Periodo           | Periodo           | Primo cittadino           | Partito                            | Carica                    | Note          |
| ----------------- | ----------------- | ------------------------- | ---------------------------------- | ------------------------- | ------------- |
| 19 settembre 1988 | 29 dicembre 1988  | Giuseppe Rodà             | Democrazia Cristiana               | Sindaco                   | [ 9 ]         |
| 22 gennaio 1989   | 11 settembre 1992 | Giuseppe Rodà             | Democrazia Cristiana               | Sindaco                   | [ 9 ]         |
| 8 novembre 1992   | 22 novembre 1993  | Antonino Doldo            | Partito Socialista Italiano        | Sindaco                   | [ 10 ]        |
| 2 dicembre 1993   | 17 novembre 1997  | Antonio Panetta           | Partito Democratico della Sinistra | Sindaco                   | [ 11 ]        |
| 17 novembre 1997  | 28 maggio 2002    | Antonio Panetta           | Lista civica di sinistra           | Sindaco                   | [ 12 ]        |
| 28 maggio 2002    | 29 maggio 2007    | Saverio Fortugno          | Lista civica                       | Sindaco                   | [ 13 ]        |
| 29 maggio 2007    | 5 giugno 2008     | Saverio Fortugno          | Unione di Centro                   | Sindaco                   | [ 14 ] [ 15 ] |
| 6 giugno 2008     | 28 luglio 2008    | Eugenio Barillà           |                                    | Commissario prefettizio   | [ 16 ]        |
| 28 luglio 2008    | 8 giugno 2009     | Eugenio Barillà           |                                    | Commissario straordinario | [ 17 ]        |
| 8 giugno 2009     | 26 maggio 2014    | Pietro Fallanca           | Lista civica                       | Sindaco                   | [ 19 ]        |
| 26 maggio 2014    | 9 luglio 2018     | Pietro Fallanca           | Liste civiche                      | Sindaco                   | [ 22 ] [ 23 ] |
| 9 luglio 2018     | 27 maggio 2019    | Francesco Picone          |                                    | Commissario prefettizio   | [ 24 ]        |
| 27 maggio 2019    | in carica         | Crocefissa Daniela Arfuso | Lista civica                       | Sindaco                   | [ 26 ]        |